# 内尔比 (朗德省)
内尔比（法語：Nerbis）是法国朗德省的一个市镇，属于达克斯区（Dax）米格龙县（Mugron）。该市镇总面积4.15平方公里，2009年时的人口为252人。

## 人口
内尔比人口变化图示